# Hàu cửa sông
Hàu cửa sông (danh pháp hai phần: Magallana ariakensis) là loài nhuyển thể hai mảnh vỏ thuộc nhóm hàu trong chi Crassostrea (hàu thực thụ). Chúng là loài có giá trị kinh tế cao.

## Đặc điểm
Chúng có vỏ to, dày, hình dạng vỏ thay đổi rất lớn, thông thường có hình bầu dục hoặc tam giác, thịt chúng có hàm lượng dinh dưỡng. Hàu sinh sống tốt trong môi trường ở vùng cửa sông, từ đầu tháng 2 âm lịch vì đây là thời điểm ấu trùng hàu trong môi trường tự nhiên nhiều nhất, ở vùng cửa sông, ít sóng gió, có độ mặn từ 20-30ppt, nguồn nước sạch, có dòng chảy nhẹ, nhiều sinh vật phù du. Chúng sống chủ yếu nhờ vào nguồn tảo có sẵn trong nước biển.
Khi hàu nuôi được 6-8 tháng tuổi có thể thu tỉa. Vào mùa sinh sản, khi hàu được nuôi khoảng 12 tháng tuổi (còn gọi là hàu sữa), thịt hàu lúc bấy giờ có vị béo, mùi thơm, thịt nhiều, màu sắc đẹp, kích thước vừa phải, đồng đều kích cỡ, hình dạng bên ngoài gọn đẹp hấp dẫn. Địch hại của hàu bao gồm các sinh vật cạnh tranh vật bám, sinh vật ăn thịt (sao biển, cá...), sinh vật đục khoét, sinh vật ký sinh và các loài tảo. nhóm sinh vật ăn thịt, đục khoét: Gồm các loài ốc tim gà, ốc ngọc, ốc gai, ốc đỏ, cua, còng, cáy, sao biển, cá.
Hàu nở từ tháng 7 tới tháng 11 ở nhiệt độ vùng nước đáy 22–26 °C. Việc nở liên quan tới nhiệt độ nước và độ mặn của nước.

## Giá trị
Hàu cửa sông là loài thủy đặc sản có giá trị, chủ yếu sử dụng ở dạng tươi sống, được chế biến theo nhiều cách khác nhau như nướng, xào, lẩu, nấu cháo là những món ăn bổ dưỡng. Ở Việt Nam, Hàu cửa sông là loại nhuyễn thể sinh sống khá phổ biến ở nhiều cửa sông ở Quảng Yên. Tuy nhiên, một thời gian dài do việc khai thác hàu cửa sông tự nhiên một cách ồ ạt làm cho loài nhuyễn thể này bị cạn kiệt.
Hàu rất dễ nuôi, ít tốn công chăm sóc. Chúng sống chủ yếu nhờ vào nguồn tảo có sẵn trong nước biển nên không phải tốn chi phí thức ăn. Đặc biệt, điều kiện tự nhiên, mực nước thủy triều lên xuống ở đây rất thích hợp cho hàu phát triển, tăng trưởng nhanh. Hàu sống phụ thuộc vào môi trường tự nhiên, không cần sử dụng các loại hoá chất, do đó đảm bảo nguồn sản phẩm sạch cho thị trường.